# Стационе ди Ена
Стационе ди Ена је насеље у Италији у округу Ена, региону Сицилија.
Према процени из 2011. у насељу је живело 1 становника. Насеље се налази на надморској висини од 625 м.